# Słońce (herb szlachecki)
Słońce (zwany też Maszkowski) – polski herb szlachecki pochodzący z Niemiec.

## Blazonowanie
W polu błękitnym słońce złote. W klejnocie trzy pióra strusie.

## Herbowni
Majdanowicz, Massakowski, Maszkowski, Mazaraki.
Niesiecki podaje opinię Nałęcza-Małachowskiego, zgodnie z którą indygenowana w 1764 rodzina Lascaris posługiwała się herbem Słońce. Jest to jednak uproszczenie – herb Lascarisów przedstawiał dwugłowego orła czarnego ze słońcem na piersi.

### Inne herby Maszkowskich
Maszkowscy łęczyccy od 1414 r. pieczętują się herbem Abdank. Są też Maszkowscy herbu Jastrzębiec.

### Znani herbowni
- Herbem posługiwał się Zyndram z Maszkowic

## Słońce jako godło heraldyczne
Symbol słońca stanowi popularne godło w europejskich herbach. Przedstawiane bywa w różnych barwach heraldycznych. Godło najczęściej jest barwy or (złotej) lub argent (srebrnej) w polu barwy azure (niebieskim),  gules (czerwonym) lub sable (czarnym). Czasami pole ma barwę vert (zieloną).